# Wiener-Cup 1928-1929
La Wiener-Cup 1928-1929 è stata la 11ª edizione della coppa nazionale di calcio austriaca.

## Finale
| Squadra 1      | Risultato | Squadra 2    |
| -------------- | --------- | ------------ |
| 30 maggio 1929 |           |              |
| First Vienna   | 3 - 2     | Rapid Vienna |